# 2010 w sztukach plastycznych
Wydarzenia w sztukach plastycznych i wizualnych w 2010 roku.

## Wydarzenia
- 28.03 - 15.05 Jubileuszowy X Ogólnopolski Plener Malarstwa Figuratywnego im. Jerzego Dudy Gracza Z Biegiem Warty - Kamion 2000-2009[1]. Uczestnicy plenerów: Alojzy Balcerzak, Roman Banaszewski, Renata Bonczar, Andrzej Borowski, Andrzej Czarnota, Jerzy Duda Gracz, Maria Dziopak, Jacek Frąckiewicz, Ewa Jędryk-Czarnota, Beata Jurkowska, Andrzej Kacperek, Małgorzata Kacperek, Tomasz Klimczyk, Antoni Kowalski, Ewa Kwaśniewska, Małgorzata Lalek, Grażyna Lubaszka, Krzysztof Nowak, Halina Nowicka, Józef Panfil, Krzysztof Pasztuła, Ryszard Patzer, Czesław Romanowski, Hanna Solway, Stanisław Stach, Dariusz Szybiński, Bożena Tomczak-Wrona, Halina Tymusz, Beata Wąsowska, Jan Wołek, Helena Zadrejko, Leszek Żegalski.
- Warszawska Galeria Raster przeniosła się do nowej siedziby przy ulicy Wspólnej 63[2]
- Dyrektorem BWA w lublinie został Waldemar Tatarczuk. Połączył dotychczasowe galerie Labirynt 2 oraz Galerię Grodzką w jedną Galerię Labirynt
- W rankingu Kompas Sztuki pierwsze miejsce zajął Mirosław Bałka, a wśród grup artystycznych – Luxus[3]
- W Tate Modern odbyła się 11. wystawa z cyklu "The Unilever Series" – Sunflower Seeds Ai Weiwei (12 października 2010 – 2 maja 2011)[4]
- W Museum of Modern Art odbyła się retrospektywna wystawa Mariny Abramović The Artist Is Present połączona z performance artystki (14 marca – 31 maja)[5]
- W dniach 11 czerwca – 15 sierpnia odbyło się VI Berlin Biennale
- W dniach 11 września – 30 października odbyła się druga edycja Mediations Biennale w Poznaniu

## Malarstwo
- Charlotte Beaudry

bez tytułu (Slip orange) – olej na płótnie, 100x150 cm, w kolekcji MOCAK
bez tytułu (Slip rouge) – olej na płótnie, 110x160 cm, w kolekcji MOCAK
- Tymek Borowski

Bez tytułu – olej, akryl na płótnie, 130×165 cm, w kolekcji MOCAK
- Rafał Bujnowski

Oczodoły – instalacja złożona z pięciu obrazów, olej na płótnie, 180×130 cm, w kolekcji Muzeum Sztuki Nowoczesnej w Warszawie
- Edward Dwurnik

Hołd Pruski, z cyklu "Obrazy Duże" – olej na płótnie, 250x450 cm
- Wilhelm Sasnal

Bez tytułu (z filmu Naganiacz) – olej na płótnie, 55×70 cm, w kolekcji Muzeum Sztuki Nowoczesnej w Warszawie
Anka – akryl na płótnie, 102,5×122,7 cm, w kolekcji Muzeum Sztuki Nowoczesnej w Warszawie

## Rzeźba
- Roxy Paine

Distillation – stal nierdzewna, szkło, farba, pigment
One Hundred Foot Line – stal nierdzewna
Neuron – stal nierdzewna
Facade/Billboard – stal nierdzewna, stal niestopowa, farby, żwir
- Jonathan Horowitz

Bez tytułu (Arbeit Macht Frei) – stal, 200×200×150 cm, w kolekcji Muzeum Sztuki Nowoczesnej w Warszawie
- Paweł Althamer

Sylwia – fontanna, 325×100×70 cm, w kolekcji Muzeum Sztuki Nowoczesnej w Warszawie
- Daniel Knorr

Skradziona historia – Statua Wolności – tkanina poliestrowa, stelaż z aluminium i włókna węglowego, w kolekcji Muzeum Sztuki Nowoczesnej w Warszawie

## Instalacja
- Maurizio Cattelan

My – żywica, guma, farba, włosy, tkanina, drewno, 68x148x79 cm
- Susan Philipsz

Nie jesteś sam (Czy Ziemia istniałaby bez Słońca?) – instalacja dźwiękowa, w kolekcji Muzeum Sztuki Nowoczesnej w Warszawie
- Paweł Althamer

Dom herbaciany – instalacja, stal polerowana, konstrukcja, obiekt przestrzenny, 280×280×280 cm, w kolekcji Muzeum Sztuki Nowoczesnej w Warszawie
- Aernout Mik

Communitas – trzykanałowa instalacja wideo, w kolekcji Muzeum Sztuki Nowoczesnej w Warszawie
- Yona Friedman

Ikonostas (Struktura białkowa- łańcuch przestrzenny) – w kolekcji Muzeum Sztuki Nowoczesnej w Warszawie

## Fotografia
- Jan Smaga

KDTMSN – album fotografii 41×36 cm, w kolekcji Muzeum Sztuki Nowoczesnej w Warszawie

## Wideo
- Grupa Azorro

Ostatni film – 4 min 57 s
- Agnieszka Polska

Uczulanie na kolor – HD, 16:9, 5:02, w kolekcji Muzeum Sztuki Nowoczesnej w Warszawie
- Oskar Dawicki

Wisielec – HD, 5:26, w kolekcji Muzeum Sztuki Nowoczesnej w Warszawie

## Nagrody
- Nagroda im. Jana Cybisa – Ryszard Grzyb
- Nagroda Turnera – Susan Philipsz[26]
- Nagroda Oskara Kokoschki – Raymond Pettibon[27]
- Paszport „Polityki” w kategorii sztuki wizualne – Wojciech Bąkowski[28]
- Hugo Boss Prize – Hans-Peter Feldmann[29]
- World Press Photo – Pietro Masturzo[30]

## Zmarli
- 5 stycznia - Kenneth Noland (ur. 1924), amerykański malarz
- 31 maja – Louise Bourgeois (ur. 1911), amerykańska rzeźbiarka
- 17 grudnia – Captain Beefheart (ur. 1941), amerykański malarz